# Viorel Stan
Viorel Stan (n. 17 mai 1957, Izvoare, România) este un politician român, ales deputat în județul Neamț din partea Partidului Social Democrat (PSD) din 13 februarie 2018, în locul lui Ioan Munteanu, demisionat.

## Controverse
Pe 3 octombrie 2019 Viorel Stan a fost trimis în judecată de Direcția Națională Anticorupție pentru luare de mită în formă continuată.